# Meyriccia
Meyriccia é um gênero de mariposa pertencente à família Crambidae.